# 88795 Morvan
88795 Morvan este o planetă minoră (asteroid) din centura de asteroizi. A fost descoperită pe 20 septembrie 2001 la Le Creusot de Jean-Claude Merlin⁠(d) și a fost numită după Masivul Morvan. 
Obiectul prezintă o orbită caracterizată de o semiaxă mare de 2,624470089732 UAi, o excentricitate de 0,06, o înclinație de 1,7 ° în raport cu ecliptica.